# Revue (Album)
Revue ist das dritte Studioalbum des Rapduos Herr von Grau. Es erschien am 28. Mai 2010 bei Grautöne Records, dem eigenen Label der Band.

## Entstehung
Die Aufnahmen zu Revue begannen Anfang 2010 im L26 Studio in Berlin. Dabei wurde das Album von Kraatz gemischt. Die Aufnahmen waren im Frühling 2010 abgeschlossen. Anschließend begann das Duo mit der Promotion. Als Plattform diente dabei das Internet sowie die Sendung Unsigned von Radio Fritz. Das Album selber erschien am 28. Mai 2010.

## Titelliste
1. Anfang – 0:59
2. Revue – 2:30
3. Das Schloss – 3:08
4. Guido – 3:31
5. Vergesslich – 3:12
6. Ruf die Bullen – 2:58
7. An – 0:35
8. Dicht – 2:41
9. Spatzen vs. Kanonen – 3:59
10. Risiko – 3:29
11. Egocreme – 0:40
12. Egoflash – 4:42
13. Beischlaf – 2:50
14. Gehirnfurz – 2:54
15. Maskenball – 3:20
16. Menschenhass – 2:16
17. Trauermarsch – 3:09
18. Hoffmann – 5:02
19. Ende – 1:10

## Rezensionen
Die Kritiken zu Revue fielen überwiegend positiv aus, allerdings wurde das Album kaum von größeren Magazinen besprochen.
Rap-Basis.de lobt vor allem die zwei Facetten des Albums, die nach Ansicht des Kritikers aus leichter Unterhaltung und tiefgründigen Texten bestehen.
Auch hiphopholic.de lobt das Album und meint, dass Herr von Grau mit Revue bestätigen, dass sie eine Ausnahmeerscheinung seien. Die Reime seien fesselnd und gehaltvoll und das Album biete guten, bodenständigen Deutschrap. Insgesamt vergibt der Kritiker 4,5 von 5 Sternen.
Rap.de bezeichnet Revue als hintergründiges Rap-Album, das den Sprung in die Charts verdient hätte.
Auf kulturwoche.at bekommt das Album die Höchstbewertung von 5 Punkten. Kritikerin Katja Kramp bezeichnet das Album als erfrischende Meisterleistung des deutschsprachigen Hip-Hop. Sie lobt vor allem das Zusammenspiel zwischen der Musik und den tiefgründigen Texten.